# Pogonotriccus eximius
A Pogonotriccus eximius a madarak (Aves) osztályának verébalakúak (Passeriformes) rendjébe és a királygébicsfélék (Tyrannidae) családjába tartozó faj.

## Rendszerezése
A fajt Coenraad Jacob Temminck holland arisztokrata és zoológus írta le 1822-ben, a Muscicapa nembe Muscicapa eximia néven. Besorolása vitatott, egyes szakértők a Phylloscartes nembe helyezik Phylloscartes eximius néven.

## Előfordulása
Argentína északkeleti, Brazília délkeleti és Paraguay keleti részén honos. Természetes élőhelyei a mérsékelt övi erdők,  szubtrópusi és trópusi síkvidéki és hegyi esőerdők. Állandó, nem vonuló faj.

## Megjelenése
Testhossza 11 centiméter, testtömege 7-8 gramm.

## Természetvédelmi helyzete
Az elterjedési területe még nagyon nagy, de csökken, egyedszáma gyakorinak mondott, de mérsékelten gyorsan és folyamatosan csökken. A Természetvédelmi Világszövetség Vörös listáján mérsékelten fenyegetett fajként szerepel.